# Queen and Elizabeth
 Queen & Elizabeth  est un duo féminin de J-pop créé en 2010, composé des deux idoles japonaises Tomomi Itano (alias Queen) et Tomomi Kasai (alias Elizabeth). C'est un sous-groupe du groupe AKB48 dont ses membres font également partie, créé dans le cadre de la série télévisée Kamen Rider W dans laquelle jouent également les deux chanteuses, interprétant les deux personnages de Queen et Elizabeth qu'elles incarnent aussi sur disque. En plus d'un single Love Wars sorti sur le label avex, qui sert de thème de fin à la série et qui se classe N°4 à l'oricon, elles animent également une émission de radio, toujours dans le rôle de leurs personnages.

## Discographie
Single
- 2010.03.31 : Love Wars

## Summer Lips
Les deux chanteuses Tomomi Itano et Tomomi Kasai avaient déjà chanté en duo en 2008 sous le nom Summer Lips, sortant un unique titre disponible en téléchargement.
Chanson
- 2008 : Summer Lips (サマーリップス?).